# Archéparchie d'Addis-Abeba
L'archéparchie d'Addis-Abeba, aussi appelée archidiocèse d'Addis-Abeba, est une circonscription de l'Église catholique éthiopienne. Son siège est la cathédrale de la Nativité-de-la-Bienheureuse-Vierge-Marie, à Addis-Abeba, capitale de l'Éthiopie.

## Histoire

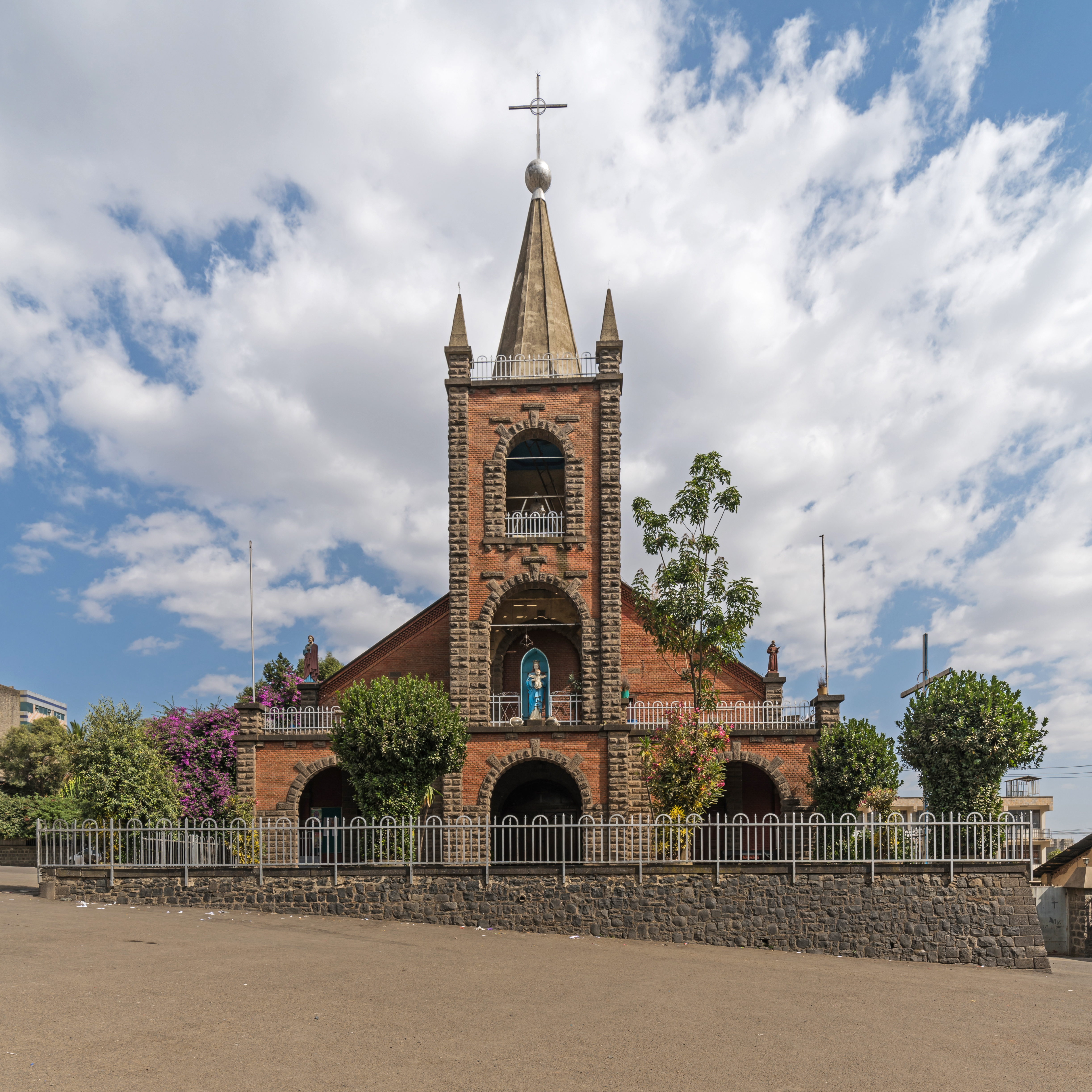
La cathédrale de l'éparchie à Addis-Abeba.

Une préfecture apostolique d'Abyssinie est fondée en 1839. Cette dernière devient, en 1847, après avoir été amputée du territoire des Gallas, en 1846, le vicariat apostolique d'Abyssinie.
Ce dernier est démembré le 25 mars 1937 en quatre nouvelles entités, à savoir, le vicariat apostolique d'Addis-Abeba et les préfectures apostoliques de Tigré, Dessie et Gondar.
Un exarchat apostolique d'Addis-Abeba est fondé le 31 octobre 1951, à partir des vicariat apostolique d'Addis-Abeba, et des préfectures apostoliques de Dessie et de Gondar, ainsi que celle d'Emdibir, détachée du vicariat apostolique de Jimma.
Cet exarchat est élevé en archidiocèse (ou archéparchie) le 20 février 1961.
La circonscription d'Emdibir, érigée en diocèse le 25 novembre 2003, est depuis un suffragant de l'archidiocèse d'Addis-Abeba.
Le 19 janvier 2015, le pape François érige l'Église catholique érythréenne. Les éparchies de d'Asmara, de Karen et de Segheneity quitte alors la juridiction d'Addis-Abeba. Le même jour est érigée l'éparchie de Baher Dar - Dessie par détachement de l'archéparchie d'Addis-Abeba. 

## Composition de la province
La province d'Addis-Abeba, qui incluait jusqu'en 2015 les diocèses érythréens et éthiopiens se compose depuis cette date de l'archéparchie d'Addis-Abeba et des éparchies d'Adigrat, de Baher Dar - Dessie et d'Emdibir dépendants de l'empire d'Éthiopie jusqu'en 1993, puis de la République populaire démocratique d'Éthiopie; à savoir : 
| Nom                            | Siège              | Pays     | Ordinaire                       | Réf.  |
| ------------------------------ | ------------------ | -------- | ------------------------------- | ----- |
| Archéparchie d'Addis-Abeba     | Addis-Abeba        | Éthiopie | Berhaneyesus Demerew Souraphiel | [ 1 ] |
| Éparchie d'Adigrat             | Adigrat            | Éthiopie | Tesfasellassie Medhin           | [ 2 ] |
| Éparchie de Baher Dar - Dessie | Baher Dar - Dessie | Éthiopie | Lisane-Christos Matheos Semahun | [ 3 ] |
| Éparchie d'Emdibir             | Emdibir            | Éthiopie | Lukas Teshome Fikre Woldetensae | [ 4 ] |

## Source
- Histoire de l'archidiocèse d'Addis-Abeba, sur le site catholic-hierarchy.org